# Margyricarpus paucijugatus
Margyricarpus paucijugatus är en rosväxtart som beskrevs av Ivan Murray Johnston. Margyricarpus paucijugatus ingår i släktet Margyricarpus och familjen rosväxter. Inga underarter finns listade i Catalogue of Life.